# Стівен Константін
Стівен Константін (англ. Stephen Constantine, нар. 16 жовтня 1962, Лондон) — англійський футбольний тренер греко-кіпрського походження.

## Кар'єра тренера
Народився в Лондоні. Грав у футбол у Сполучених Штатах за аматорські колективи «Пенсильванія Стоунерз» та «Нью-Йорк Пансіпріан Фрідомз», але змушений був закінчити кар'єру у віці 26 років після серйозної травми коліна. Після цього Стівен переключився на тренерську роботу, працюючи футбольним тренером спочатку в США, а потім на Кіпрі, тренуючи клуб АПЕП.
1999 року став головним тренером збірної Непалу, яку тренував два роки, а потім протягом 2002—2005 років очолював тренерський штаб збірної Індії. Після від'їзду з Індії він був у тренерському штабі англійського клубу «Міллволл» протягом сезону 2005/06 років, а також працював в Англії у клубі «Борнмут».
На початку 2007 року прийняв пропозицію попрацювати зі збірної Малаві, яку залишив у квітні 2008 року.
В лютому 2009 року став головним тренером збірної Судану, пропрацювавши в команді трохи більше року, після чого повернувся на свою історичну батьківщину, на Кіпр, де тренував місцеві команди АПЕП, «Неа Саламіна» та «Етнікос» (Ахнас). З клубом «Неа Саламіна» у сезоні 2010/11 він вийшов до вищого дивізіону країни.
В листопаді 2013 року увійшов до тренерського штабу свого співвітчизника Лоурі Санчеса в грецькому клубі «Аполлон Смірніс». Клуб за підсумками сезону 2013/14 зайняв 17-те місце у Суперлізі і вилетів з вищого дивізіону, після чого Санчес та Константін покинули команду.
У травні 2014 року був запрошений очолити збірну Руанди і провів першу гру на чолі збірної у червні. Він заявив, що його мета полягає в тому, щоб побудувати команду, достатньо сильну, щоб вдало виступити на домашньому чемпіонаті африканських націй 2016 року. У грудні 2014 року Руанда досягла свого найвищого в історії рейтингу ФІФА — 68-го місця. Пізніше того місяця з'явились чутки про повернення тренера до Індії і на початку січня 2015 року йому було запропоновано посаду головного тренера їх збірної.
16 січня 2015 року було підтверджено, що Константін повернувся до роботи зі збірною Індії. Першим матчем після повернення стала гра 12 березня 2015 року в кваліфікації проти Непалу і два голи від Суніла Четрі принесли перемогу 2:0.
У січні 2016 року Стівен привів Індію до перемоги в домашньому чемпіонаті федерації футболу Південної Азії, перемігши у фіналі Афганістан 2:1. Крім того у команди незабаром почалась смуга без поразок,  що склала 13 ігор, в тому числі 11 перемог і закінчилась лише в березні 2018 року після поразки 1:2 від Киргизстану. За цей час команда зуміла пройти кваліфікацію на Кубок Азії 2019 року в ОАЕ. За це Константін був названий виданням Sports Illustrated тренером 2018 року в Індії.

## Титули і досягнення
- Переможець Чемпіонату Південної Азії: 2015